# NGC 4947A
NGC 4947A је спирална галаксија у сазвежђу Кентаур која се налази на NGC листи објеката дубоког неба.
Деклинација објекта је - 35° 13' 42" а ректасцензија 13h 4m 20,7s. Привидна величина (магнитуда) објекта NGC 4947 износи 14,5 а фотографска магнитуда 15,1. NGC 4947A је још познат и под ознакама ESO 382-4, MCG -6-29-5A, PGC 45180.